# Paris-Mantes Cycliste 2021
Paris-Mantes Cycliste 2021 er den 75. udgave af det franske cykelløb Paris-Mantes Cycliste. Linjeløbet skulle oprindeligt være kørt i departementet Yvelines den 25. april 2021 med start i Orgeval og mål i Mantes-la-Jolie, blev blev pga. coronaviruspandemien flyttet til 17. oktober. Løbet er en del af UCI Europe Tour 2021. Den oprindelige 75. udgave blev i 2020 aflyst på grund af coronaviruspandemien.

## Resultat
| \| Samlede stilling \| Samlede stilling \| Samlede stilling \| Samlede stilling \| Samlede stilling \| \| Rytter \| Rytter \| Hold \| Tid \| \| \| ---------------- \| ---------------- \| ---------------- \| ---------------- \| ---------------- \| |        |      |     |
| |        |      |     |
| Kilde: ProCyclingStats |        |      |     |
| Samlede stilling |        |      |     |
| Rytter | Rytter | Hold | Tid |